# Вертикална интеграция
Вертикалната интеграция в микроикономиката и мениджмънта е форма на организация на бизнеса, при която се наблюдава стремеж за участие във всички етапи на производствения процес на един продукт, което осигурява на бизнеса по-добър контрол върху добавените стойности, намалява общия размер на разходите и позволява да бъдат реализирани по-високи печалби в етапите, при които се изискват по-ниски данъци, като се съобразяват цените и разходите. Това се постига чрез възможността за по-гъвкава организация на дейностите.
Например, фирма „Х“ преработва суровини, произвежда храни от тях и накрая ги разпространява сама. Подобен пример в България е „Лукойл“ – преработва се петрол, но се държат и бензиностанциите.
Вертикалната интеграция може да е елемент на стратегията за растеж.